# 察隅假毛蕨
察隅假毛蕨（学名：Pseudocyclosorus zayuensis）为金星蕨科假毛蕨属下的一个种。

## 扩展阅读
- 維基物種上的相關：察隅假毛蕨